# Гілюв (Нижньосілезьке воєводство)
Гілюв (пол. Gilów, нім. Girlachsdorf) — село в Польщі, у гміні Немча Дзержоньовського повіту Нижньосілезького воєводства.
Населення — 697 осіб (2011).
У 1975-1998 роках село належало до Валбжиського воєводства.

## Демографія
Демографічна структура станом на 31 березня 2011 року:
|          | Загалом | Допрацездатний вік | Працездатний вік | Постпрацездатний вік |
| -------- | ------- | ------------------ | ---------------- | -------------------- |
| Чоловіки | 354     | 77                 | 244              | 33                   |
| Жінки    | 343     | 54                 | 209              | 80                   |
| Разом    | 697     | 131                | 453              | 113                  |